# Matthias Seidl
Matthias Seidl (Salzburgo, 24 de enero de 2001) es un futbolista austriaco que juega en la demarcación de centrocampista para el SK Rapid Viena de la Bundesliga.

## Selección nacional
Hizo su debut con la selección de fútbol de Austria el 12 de septiembre de 2023 en un partido de clasificación para la Eurocopa 2024 contra Suecia que finalizó con un resultado de 1-3 a favor del combinado austriaco tras los goles de Michael Gregoritsch y un doblete de Marko Arnautović para Austria, y de Emil Holm para el combinado sueco.

### Participaciones en Eurocopas
| Copa          | Sede     | Resultado        | Partidos | Goles |
| ------------- | -------- | ---------------- | -------- | ----- |
| Eurocopa 2024 | Alemania | Octavos de final | 0        | 0     |

## Clubes
| Club              | País    | Año       | Partidos | Goles |
| ----------------- | ------- | --------- | -------- | ----- |
| SV Kuchl          | Austria | 2017-2021 | 81       | 51    |
| FC Blau-Weiß Linz | Austria | 2021-2023 | 62       | 28    |
| SK Rapid Viena    | Austria | 2023-     | 95       | 16    |